# Szerokopasmowy dostęp do internetu
Szerokopasmowy dostęp do internetu – usługa polegająca na łączeniu z internetem za pomocą szybkiego łącza lub medium o dużej przepustowości. Połączenie wykorzystuje szerokie pasmo częstotliwości wytwarzane przez modem. Najczęściej do tego celu wykorzystuje się technologie z rodziny DSL (xDSL), WiMAX, PON, DOCSIS lub inne podobne. 
Szerokopasmowy dostęp jest przeciwieństwem dostępu wąskopasmowego, na przykład wdzwanianego z wykorzystaniem modemu telefonicznego, które ma przepływność ograniczoną do 56 Kb/s (V.92) i wymaga pełnego wykorzystania pasma telefonicznego PSTN, zwykle o szerokości 3100 Hz (od 300 do 3400 Hz), podczas gdy dostęp szerokopasmowy, przez zwiększenie używanych częstotliwości i podzielenie pasma na kanały, pozwala na równoległe przesyłanie danych cyfrowych łącznie z analogową lub cyfrową komunikacją głosową. W technice DSL, w której analogowa komunikacja głosowa zajmuje pasmo do 4000 Hz, a komunikacja cyfrowa od 10 kHz do 1,1 MHz, jest to dobrze widoczne.
Istnieje wiele definicji, w zależności od trendów panujących na rynku, minimalnej prędkości dostępu szerokopasmowego: od 64 Kb/s do 2 Mb/s (dla porównania można skorzystać z raportów KE i OECD).